# Rencheux
Rencheux est un village de la commune belge de Vielsalm située en Région wallonne dans la province de Luxembourg.
Il abritait autrefois le 3e bataillon de Chasseurs ardennais.

## Géographie
Rencheux se trouve juste à l’ouest du village de Vielsalm, sur la rive gauche de la Salm (un affluent de l’Amblève) et de son lac.